# PINC INC
PINC INC（ピンク インク）は、碧井椿を中心とする日本の4人組バンド。所属レーベルはGIZA studio、所属事務所はBLUE SPLASH。

## メンバー
- 碧井椿（あおい つばき）
  - ボーカル、ギター、作詞担当。
- 苅田盛介
  - ギター担当。上木彩矢らのライブツアーでサポートを務めた経歴も持つ。現在は音楽講師をしながら関西を中心にセッションミュージシャンとして活動中。
- 奥野克基
  - ベース担当。Boyz in the Candystore、ミアレの元メンバー。上木彩矢らのTV出演でサポートを務めた経歴も持つ。現在はバンド活動をしながら大手音楽講師もしている。
- 齋藤佑輔
  - ドラム担当。Boyz in the Candystore、ミアレ、HAZZEの元メンバー。上木彩矢らのTV出演でサポートを務めた経歴も持つ。現在はバンド活動している。

当初は、碧井以外のメンバーの名前や経歴等は非公表となっていたが、SATURDAY LIVE出演時、BGV.JPによる配信やテレビ番組「MU-GEN」200回に放送された時に表示されたテロップにおいて、碧井を含む4人のメンバー名が表示された。
バンド名の由来は碧井自身がピンク色を好きであったことと、メンバーで名前を決めるときに机の上にピンク色のインクが置いてあったから。
PINK INKだとカクカクしているので可愛くする為に、PINC INCに決まった。
2009年に約1年の活動を終了したと公式ホームページで発表した。

## ディスコグラフィー

### シングル
| 枚  | 発売日         | タイトル              | 規格品番  | タイアップ | 順位  |
| --- | -------------- | --------------------- | --------- | --- | ----- |
| 1st | 2008年3月19日  | デンジャラス・ラブ    | GZCA-7109 | NHK BS hiドラマ『ワイルドライフ〜国境なき獣医師団R.E.D.〜』主題歌                                                                               |       |
| 2nd | 2008年5月28日  | キミにHUGされていたい | GZCA-7117 | 日本テレビ情報番組『アナ☆パラ』5月度テーマソング #*チバテレビ『MU-GEN』2月度・5月度エンディングテーマ テレビ東京『PVTV』2月度オープニングテーマ |       |
| 3rd | 2008年8月20日  | 週末大キライ          | GZCA-4110 | 日本テレビ情報番組『しゃべくり007』8月度テーマソング チバテレビ『MU-GEN』8月度エンディングテーマ                                                | 164位 |
| 4th | 2008年10月29日 | So faraway            | GZCA-7126 | テレビ東京系『ゴルゴ13』オープニングテーマ | 130位 |

### アルバム
| 枚  | 発売日        | タイトル                 | 規格品番            | 順位 |
| --- | ------------- | ------------------------ | ------------------- | ---- |
| 1st | 2009年1月28日 | もっとキミ色に染まりたい | GZCA-5152 GZCA-5153 | 95位 |